# Vestalis amaryllis
Vestalis amaryllis är en trollsländeart som beskrevs av Maurits Anne Lieftinck 1965. Vestalis amaryllis ingår i släktet Vestalis och familjen jungfrusländor. Inga underarter finns listade i Catalogue of Life.